# Циммерман, Эдит
Эдит Циммерман-Ромберг (нем. Edith Zimmermann-Rhomberg; род. 1 ноября 1941, Лех) — австрийская горнолыжница, выступавшая в слаломе, гигантском слаломе и скоростном спуске. Представляла сборную Австрии по горнолыжному спорту в первой половине 1960-х годов, серебряная призёрка зимних Олимпийских игр в Инсбруке, обладательница серебряной и бронзовой медалей чемпионатов мира, двукратная чемпионка австрийского национального первенства.

## Биография
Эдит Циммерман родилась 1 ноября 1941 года в коммуне Лех, земля Форарльберг. Впервые встала на лыжи в возрасте шести лет, тренировалась вместе с младшей сестрой Хайди Циммерман, которая впоследствии тоже стала достаточно известной горнолыжницей.
Талант Эдит раскрылся уже на юниорском уровне, она одержала несколько побед регионального уровня, а в 1960 году стала чемпионкой Австрии среди юниоров в зачёте комбинации. Была приглашена в знаменитый лыжный клуб «Арльберг» из Санкт-Кристофа, где продолжила подготовку под руководством квалифицированных специалистов. В период 1961—1963 годов добавила в послужной список ещё несколько побед на престижных соревнованиях, проводившихся под эгидой Международной федерации лыжного спорта.
Наибольшего успеха на взрослом международном уровне добилась в сезоне 1964 года, когда вошла в основной состав австрийской национальной сборной и благодаря череде удачных выступлений удостоилась права защищать честь страны на домашних зимних Олимпийских играх в Инсбруке. В слаломе по сумме двух попыток показала пятый результат, в гигантском слаломе стала шестой, тогда как в программе скоростного спуска завоевала серебряную олимпийскую медаль, пропустив вперёд только титулованную соотечественницу Кристль Хас. Также, сумев финишировать во всех трёх видах, заняла итоговое третье место в комбинации — в то время эта дисциплина ещё не входила в олимпийскую программу, поэтому данная награда пошла только в зачёт мирового первенства.
После инсбрукской Олимпиады Циммерман осталась в главной горнолыжной команде Австрии и продолжила принимать участие в крупнейших международных соревнованиях. Так, в 1965 году она выиграла австрийское национальное первенство в слаломе и в комбинации, победила на международных соревнованиях в Гриндельвальде и Виллар-де-Лансе.
В 1966 году приняла решение завершить спортивную карьеру. Позже вышла замуж за плотника Вальтера-Хайнца Ромберга и вместе с мужем проживала в Брегенце, родила здесь троих детей.